# San Carlos, Hidalgotitlán
San Carlos är en ort i Mexiko.   Den ligger i kommunen Hidalgotitlán och delstaten Veracruz, i den sydöstra delen av landet, 500 km öster om huvudstaden Mexico City. San Carlos ligger 22 meter över havet och antalet invånare är 588.
Terrängen runt San Carlos är platt. Runt San Carlos är det ganska glesbefolkat, med 29 invånare per kvadratkilometer. Närmaste större samhälle är Hidalgotitlán, 11,8 km nordost om San Carlos. Trakten runt San Carlos består till största delen av jordbruksmark.